# Huseník kavkazský
Huseník kavkazský (Arabis caucasica) je vytrvalá, nízká, nenáročná, bílé kvetoucí rostlina. Druh je pěstován jako okrasná rostlina používán na obruby záhonů a do skalek a suchých zídek.

## Synonyma
Podle biolib.cz je pro druh s označením Arabis caucasica používáno více rozdílných názvů, například Arabis alpina, Arabis alpina subsp. caucasica, Arabis billardieri, Arabis colchica..

## Rozšíření

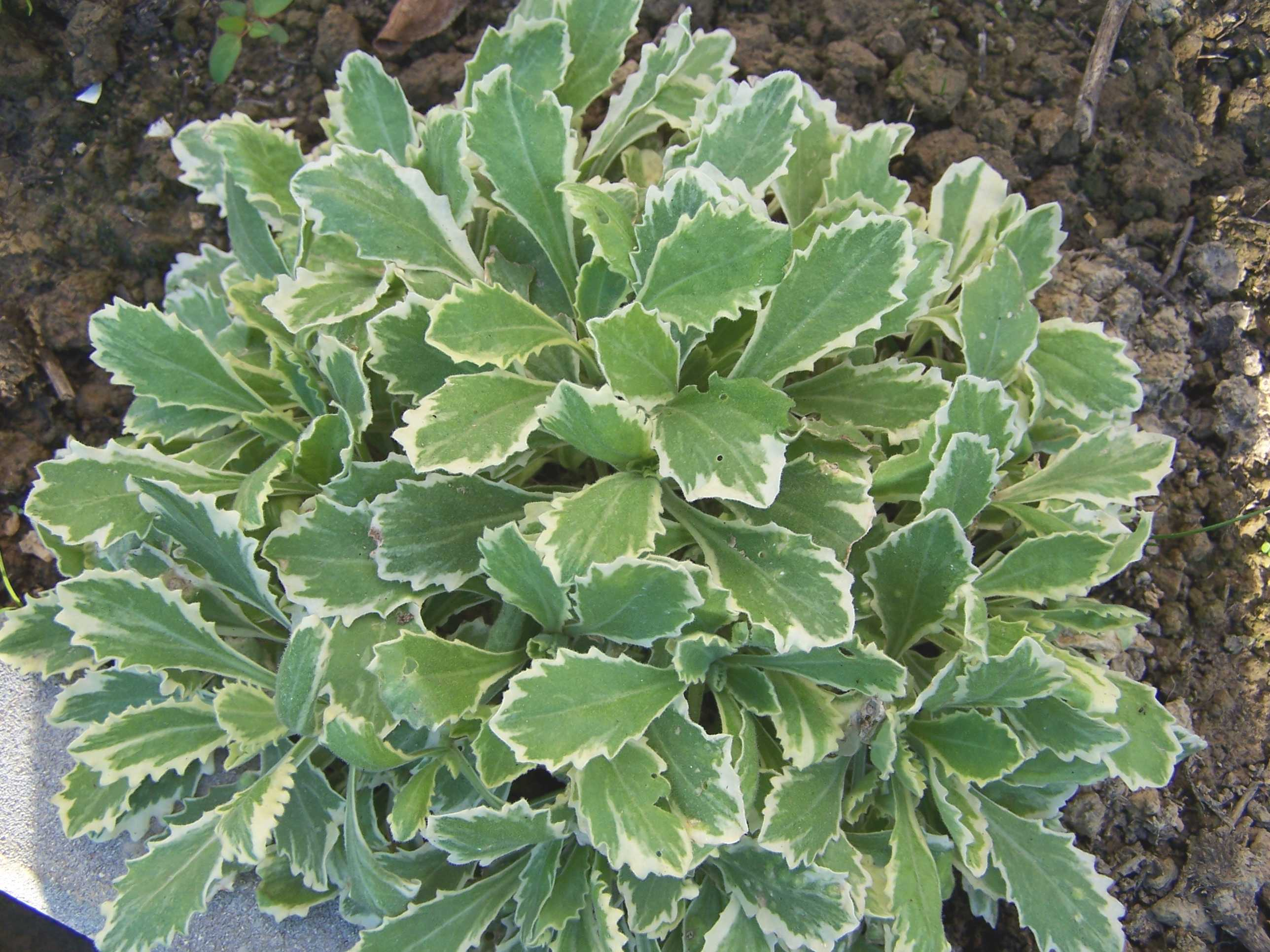
Listy s barevnými okraji.

Druh pochází ze severních a severovýchodních oblastí Evropy. Snáší dobře chladné polohy, v jižněji položených částech Evropy roste v horských oblastech.

## Popis
Vytrvalá bylina s řídce chlupatou lodyhou přímou nebo vystoupavou, rostoucí do výšky 0,2 m - 1 m. Kvete brzy na jaře bílými květy, jsou oboupohlavné, opylovány včelami. Z tenkého hlavního kořene vyrůstá obvykle jen jedna květní lodyha.

### List
List jsou uspořádány v řídkou listovou růžici a společně vytvářejí dojem polštářovitého trsu. Listy v růžicích mající většinou křídlaté řapíky Listy jsou elipsovité až obráceně vejčité, jsou dlouhé 1 až 4 cm a široké 0,5 až 1,5 cm a po obvodě bývají hrubě zubaté.

### Květ
Čtyřčetné oboupohlavné květy na stopkách vyrůstají na koncích lodyh v květenství hroznu. Kvete na jaře v dubnu a květnu.

### Plod
Plodem jsou vztyčené či odstávající holé dlouhé úzké šešule.

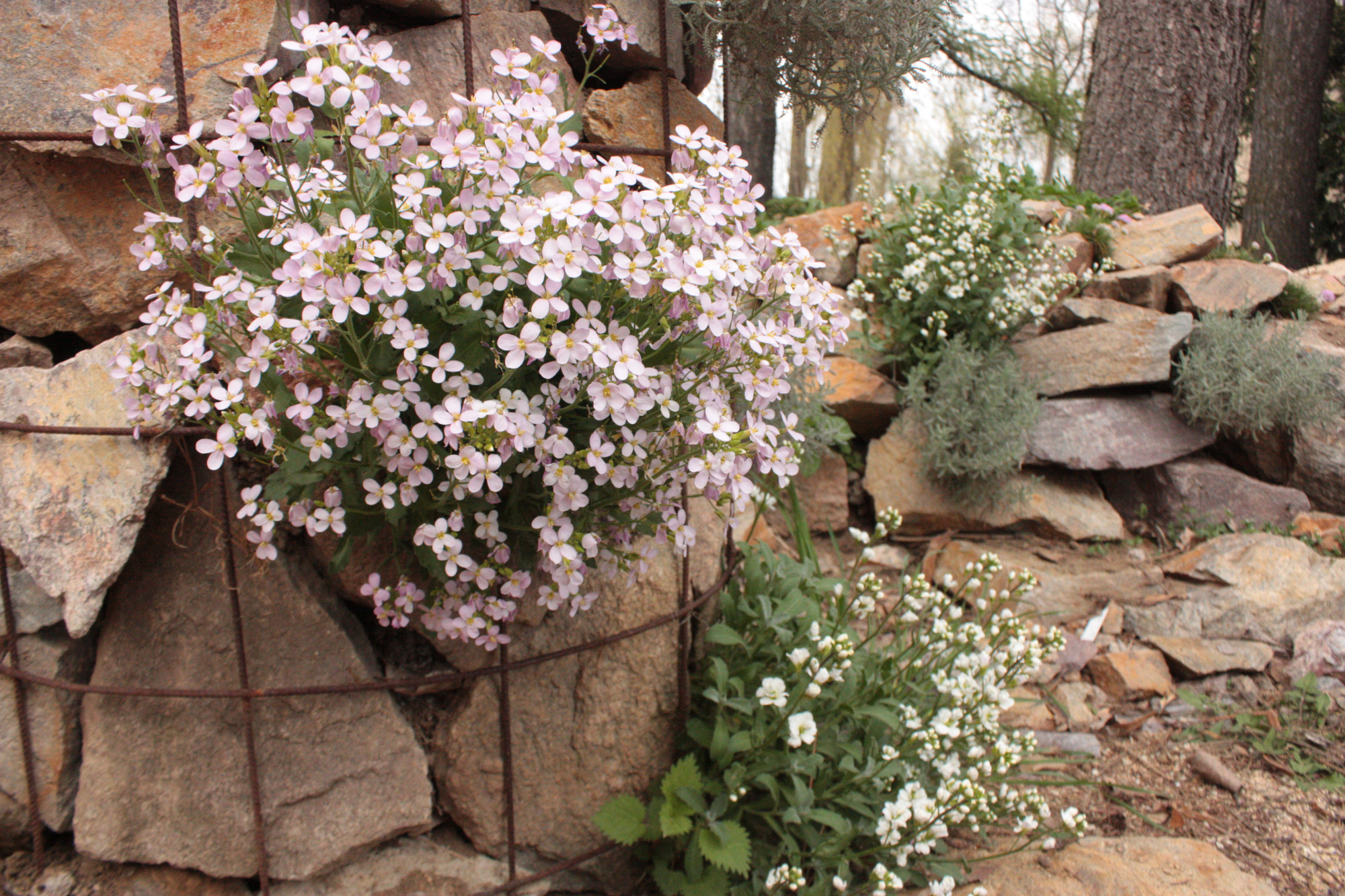
Růžově kvetoucí kultivar.

## Použití
Druh je pěstován jako okrasná rostlina používán na obruby záhonů, jako půdokryvná rostlina a do skalek a suchých zídek.

## Pěstování
Málo náročný druh, odolný proti mrazu. Na stanovišti snáší většinu běžných půd, ale nejlépe vyhovují lehčí propustné půdy. Snáší i méně bohaté zeminy a je přizpůsobivý různému pH. Rovněž dobře snáší přísušky a sucho. Při pěstování vyhovují slunná i polostinná stanoviště, avšak na slunci jsou rostliny statnější, nižší a lépe kvetou.
Druh je oblíbený v okrasných zahradách pro kvetení brzy zjara. Jsou pěstovány také růžově kvetoucí, pestrolisté nebo plnokvěté kultivary.

## Množení
Rostliny lze množit semeny, dělením po odkvětu nebo řízky v srpnu. Původní znaky kříženců zachovávají lépe rostliny množené vegetativně.